# Free Soil Party
De Free Soil Party was een politieke partij in de Verenigde Staten en was actief van 1848 tot en met 1854, toen het opging in de Republikeinse Partij. De partij was met name gericht op one-issue, namelijk het stoppen van de uitbreiding van de slavernij in de westelijke territoria van de Verenigde Staten.
De Free Soil Party vormde zich ten tijde van de presidentsverkiezing van 1848, welke plaatsvond in de nasleep van de Mexicaans-Amerikaanse Oorlog en debat over de uitbreiding van de slavernij naar de Mexican Cession. Nadat de Whig Party en de Democratische Partij presidentskandidaten hadden voorgedragen die niet wilden uitsluiten mee te werken aan de uitbreiding van slavernij naar de Mexican Cession, besloten antislavernij-Democrats en -Whigs tezamen met leden van de antislavernijbeweging Liberty Party om de Free Soil Party op te richten. Verkiesbaar als de presidentskandidaat van Free Soil, voormalig President Martin Van Buren, met Nederlandse voorouders, won 10,1% van de popular vote, de grootste popular vote prestatie door een derde partij tot aan dat punt in de geschiedenis.
Alhoewel Van Buren en vele andere Free Soil aanhangers zich direct na de presidentsverkiezing van 1848 weer bij de Democraten of de Whigs aansloten, behielden Free Soilers een aanwezigheid in het Congres voor de duur van zes jaar. Onder leiding van bijvoorbeeld Salmon P. Chase of Ohio, John P. Hale of New Hampshire, en Charles Sumner of Massachusetts, de Free Soilers keerde zich sterk tegen het Compromis van 1850, wat tijdelijk slavernij in de Mexican Cession bedaarde. Hale ran als de partij's presidentskandidaat in de presidentsverkiezing van 1852, waar hij slechts minder dan vijf% van de stemmen binnen haalde. De Kansas-Nebraska Act uit 1854 schaf de lang-slepende Missouri-compromis af, tot veel verontwaardiging van vele Northerners, wat uiteindelijk leidde tot de ineenstorting van de Whigs en een impuls gaf aan de oprichting van een nieuwe, breed opgezette antislavernijpartij beter bekend als de Republikeinse Partij. De meeste Free Soilers sloten zich aan bij de Republikeinse Partij, welke ontstond als de dominante politieke partij in de Verenigde Staten in het opvolgende Third Party System (1856–1894).